# Murinais
Murinais est une commune française située dans le département de l'Isère en région Auvergne-Rhône-Alpes.
Historiquement rattachée à la province du Dauphiné, la commune fait partie de la communauté de communes de  Saint-Marcellin Vercors Isère Communauté.
Ses habitants sont appelés les Murinois.

## Géographie

### Situation et description
Le village se positionne à égale distance entre Grenoble et Valence (à environ 50 km). Murinais est rattaché du canton du Sud Grésivaudan et par voie de conséquence, adhérent à la collectivité de Saint-Marcellin Vercors Isère Communauté.

### Géologie
Le plateau de Chambaran sur lequel est installée la quasi-totalité du territoire de Murinais se compose de « cailloutis polygéniques » sans stratification visible, emballés dans un ensemble argilo-limoneux. Jusqu'à une dizaine de mètres de profondeur, ce cailloutis est essentiellement composé de roches siliceuses dont des quartzites mais très fortement altérées. Selon la notice d'une carte géologique au 1/50 000 : « cette formation, attribuée par certains auteurs à une nappe alluviale villafranchienne, peut aussi bien représenter, en totalité ou en partie, le niveau supérieur, altéré, des conglomérats miocène ».
Le plateau de Chambaran est classé à l'inventaire national du patrimoine naturel.

### Climat
Pour des articles plus généraux, voir Climat d'Auvergne-Rhône-Alpes et Climat de l'Isère.
En 2010, le climat de la commune est de type climat des marges montargnardes, selon une étude du Centre national de la recherche scientifique s'appuyant sur une série de données couvrant la période 1971-2000. En 2020, Météo-France publie une typologie des climats de la France métropolitaine dans laquelle la commune est exposée à un climat de montagne ou de marges de montagne et est dans la région climatique  Alpes du nord, caractérisée par une pluviométrie annuelle de 1 200 à 1 500 mm, irrégulièrement répartie en été. 
Pour la période 1971-2000, la température annuelle moyenne est de 10,4 °C, avec une amplitude thermique annuelle de 17,3 °C. Le cumul annuel moyen de précipitations est de 1 025 mm, avec 9,9 jours de précipitations en janvier et 6,3 jours en juillet. Pour la période 1991-2020, la température moyenne annuelle observée sur la station météorologique de Météo-France la plus proche, « Chatte_sapc », sur la commune de Chatte à 8 km à vol d'oiseau, est de 12,0 °C et le cumul annuel moyen de précipitations est de 967,8 mm,. Pour l'avenir, les paramètres climatiques de la commune estimés pour 2050 selon différents scénarios d'émission de gaz à effet de serre sont consultables sur un site dédié publié par Météo-France en novembre 2022.

### Voies de communication et transport
La commune de Murinais est traversée par la route départementale 71 (RD 71) qui relie Saint-Vérand à Roybon.
L’autoroute la plus proche est l' A 49 :
- 9 Saint-Marcellin (Isère) : Saint-Marcellin, puis la RD 518 et la RD 71.

La gare ferroviaire la plus proche est la gare de Saint-Marcellin, desservie par les trains TER Auvergne-Rhône-Alpes.

## Urbanisme

### Typologie
Au 1er janvier 2024, Murinais est catégorisée commune rurale à habitat dispersé, selon la nouvelle grille communale de densité à sept niveaux définie par l'Insee en 2022.
Elle est située hors unité urbaine. Par ailleurs la commune fait partie de l'aire d'attraction de Saint-Marcellin, dont elle est une commune de la couronne,. Cette aire, qui regroupe 17 communes, est catégorisée dans les aires de moins de 50 000 habitants,.

### Occupation des sols
L'occupation des sols de la commune, telle qu'elle ressort de la base de données européenne d’occupation biophysique des sols Corine Land Cover (CLC), est marquée par l'importance des territoires agricoles (88,2 % en 2018), une proportion sensiblement équivalente à celle de 1990 (87,7 %). La répartition détaillée en 2018 est la suivante : 
zones agricoles hétérogènes (47,4 %), prairies (36,8 %), forêts (11,8 %), terres arables (4,1 %). L'évolution de l’occupation des sols de la commune et de ses infrastructures peut être observée sur les différentes représentations cartographiques du territoire : la carte de Cassini (XVIIIe siècle), la carte d'état-major (1820-1866) et les cartes ou photos aériennes de l'IGN pour la période actuelle (1950 à aujourd'hui).

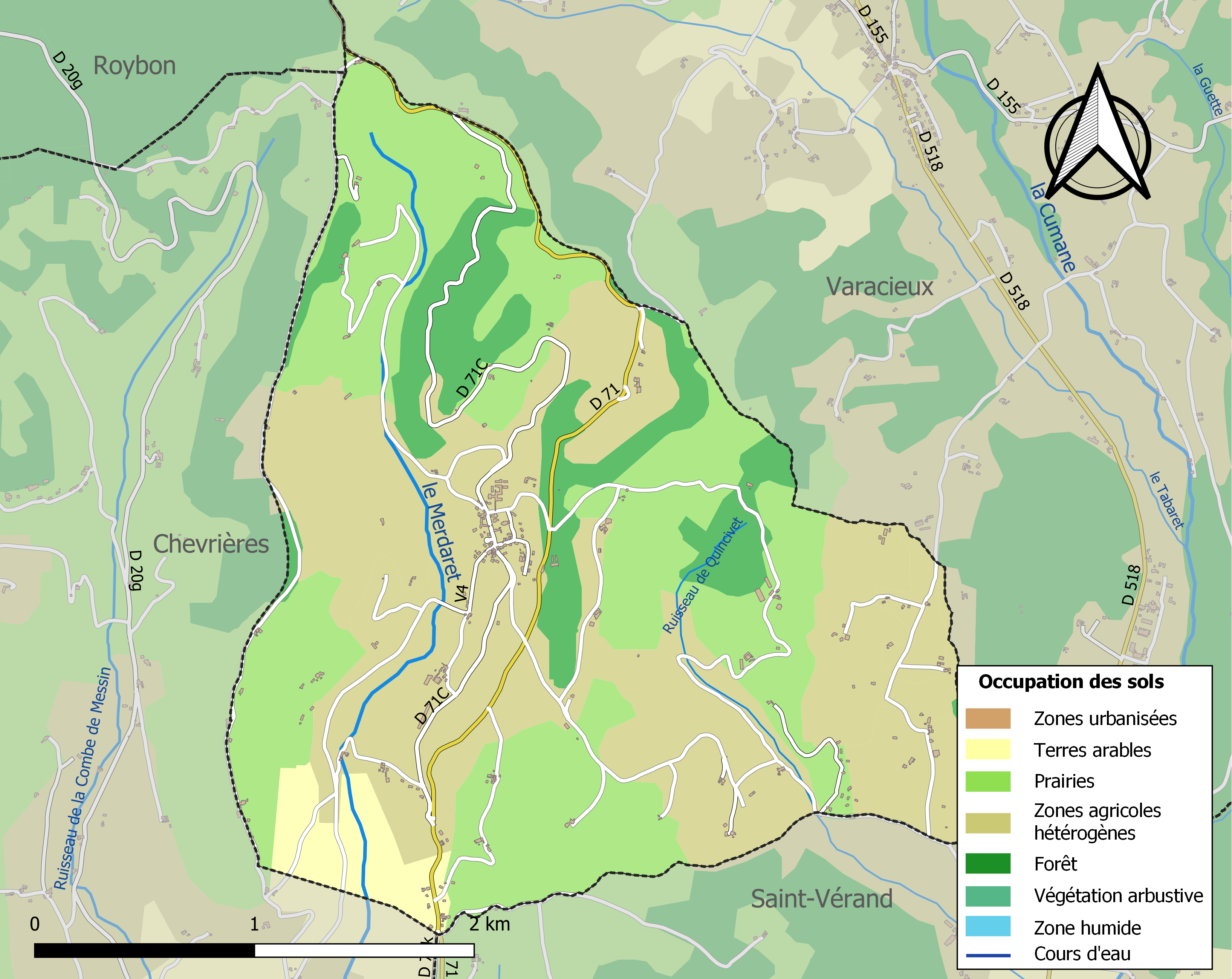
Carte des infrastructures et de l'occupation des sols de la commune en 2018 (CLC).

### Risques naturels et technologiques

#### Risques sismiques
L'ensemble du territoire de la commune de Murinais est situé en zone de sismicité n°3 (sur une échelle de 1 à 5), en limite de la zone n°4, située au sud-ouest de son territoire.
| Type de zone | Niveau            | Définitions (bâtiment à risque normal) |
| ------------ | ----------------- | -------------------------------------- |
| Zone 3       | Sismicité modérée | accélération = 1,1 m/s2                |

## Politique et administration

### Liste des maires
| Période                                  | Période      | Identité         | Étiquette | Qualité |
| ---------------------------------------- | ------------ | ---------------- | --------- | ------- |
| mars 2001                                | mars 2014    | André Ragache    |           |         |
| mars 2014                                | juillet 2024 | Patrice Iserable | SE        | Employé |
| octobre 2024                             |              | Jean-Yves TIZOT  |           |         |
| Les données manquantes sont à compléter. |              |                  |           |         |

## Population et société

### Démographie
L'évolution du nombre d'habitants est connue à travers les recensements de la population effectués dans la commune depuis 1793. Pour les communes de moins de 10 000 habitants, une enquête de recensement portant sur toute la population est réalisée tous les cinq ans, les populations de référence des années intermédiaires étant quant à elles estimées par interpolation ou extrapolation. Pour la commune, le premier recensement exhaustif entrant dans le cadre du nouveau dispositif a été réalisé en 2006.

En 2022, la commune comptait 408 habitants, en évolution de +5,15 % par rapport à 2016 (Isère : +3,07 %, France hors Mayotte : +2,11 %).
| 1793 | 1800 | 1806 | 1821 | 1831 | 1836 | 1841 | 1846 | 1851 |
| ---- | ---- | ---- | ---- | ---- | ---- | ---- | ---- | ---- |
| 467  | 478  | 501  | 561  | 720  | 569  | 645  | 615  | 660  |

| 1856 | 1861 | 1866 | 1872 | 1876 | 1881 | 1886 | 1891 | 1896 |
| ---- | ---- | ---- | ---- | ---- | ---- | ---- | ---- | ---- |
| 706  | 709  | 761  | 611  | 663  | 606  | 577  | 560  | 597  |

| 1901 | 1906 | 1911 | 1921 | 1926 | 1931 | 1936 | 1946 | 1954 |
| ---- | ---- | ---- | ---- | ---- | ---- | ---- | ---- | ---- |
| 560  | 510  | 427  | 432  | 382  | 435  | 428  | 419  | 388  |

| 1962 | 1968 | 1975 | 1982 | 1990 | 1999 | 2006 | 2011 | 2016 |
| ---- | ---- | ---- | ---- | ---- | ---- | ---- | ---- | ---- |
| 314  | 260  | 264  | 282  | 311  | 340  | 374  | 378  | 388  |

| 2021 | 2022 | - | - | - | - | - | - | - |
| ---- | ---- | - | - | - | - | - | - | - |
| 406  | 408  | - | - | - | - | - | - | - |

### Enseignement
La commune est rattachée à l'académie de Grenoble.

### Médias
Historiquement, le quotidien à grand tirage Le Dauphiné libéré consacre, chaque jour, y compris le dimanche, dans son édition de Chartreuse et Sud Grésivaudan, un ou plusieurs articles à l'actualité de la ville, ainsi que des informations sur les éventuelles manifestations locales, les travaux routiers, et autres événements divers à caractère local.
La commune est située sur l'aire de diffusion de radio Ici Isère, une radio publique qui émet sur tout le territoire du département de l'Isère.

### Cultes
La communauté catholique et l'église de Murinais (propriété de la commune) dépendent de la paroisse Saint-Luc de Grésivaudan qui, est elle-même rattachée au diocèse de Grenoble-Vienne.

## Culture et patrimoine

### Lieux et monuments
- Château de la Balme : ruines du château du XVIIIe siècle construit à la place d'une maison forte du XIIIe siècle[23].
- Couvent Notre-Dame de la Croix : fondé par Adèle de Murinais (1803-1857) en 1832, ayant hébergé un pensionnat de jeunes filles dans le seconde moitié du XIXe siècle[24]. Après un long déclin de la communauté, le couvent fut définitivement fermé en septembre 2011. Une partie des biens conventuels a été mis à disposition de la communauté des béatitudes en 1990, qui y établit le Monastère Saint Pierre et Saint Paul de Murinais. Ce dernier a fermé ses portes en 2008.
- Le Wellingtonia ou séquoia géant planté devant l'église de Murinais en 1858 est classé parmi les arbres remarquables de l'Isère par la FRAPNA. Sa circonférence est d'environ 10 mètres et sa hauteur de près de 30 mètres.
- La motte castrale du XIe siècle[25].
- Église paroissiale Saint-Jean-l'Évangéliste.
- Monument aux morts

### Personnalités liées à la commune
- Adélaïde de Murinais, née en 1802, fonde en 1832 la congrégation des sœurs de Notre-Dame-de-la-Croix.
- Antoine Victor Augustin d'Auberjon, comte de Murinais, maréchal de camp (1780), député de la Seine au Conseil des Anciens, arrêté le 18 fructidor comme comploteur et déporté en Guyane, mort à Sinnamary en 1797.
- Guy-Joseph-François-Thimoléon d'Aubergeon, chevalier de Murinais, neveu du précédent, officier d'infanterie au Régiment-Dauphin, lieutenant criminel à Saint-Marcellin, député de Romans, mort à Murinais en 1831.
- Jean-François Callens, écrivain, décédé en 2014 a été berger du monastère Saints Pierre et Paul de Murinais et y a résidé pendant plus de dix ans.
- Gilbert Gadoffre, historien de la littérature française et professeur, s'installe en 1943 au château avec l'équipe de jeunes intellectuels provenant de l'École des cadres d'Uriage.

### Héraldique
|  | Murinais possède des armoiries dont l'origine et le blasonnement exact ne sont pas disponibles. |